# Возвращение стада (картина Васильева)
«Возвращение стада» — картина русского художника Фёдора Васильева (1850—1873), написанная в 1868 году. Картина является частью собрания Государственной Третьяковской галереи (инв. 894). Размер картины — 61,5 × 96,6 см (по другим данным — 62 × 97,7 см).

## История и описание
Лето 1868 года 18-летний Фёдор Васильев провёл вместе с художником Иваном Шишкиным в деревне Константиновка, расположенной рядом с Красным Селом, недалеко от Петербурга (ныне входит в состав района Горелово). Его работы этого периода связаны с темой деревенского пейзажа. Помимо картины «Возвращение стада», в том же году были написаны и другие известные произведения Васильева — «Деревенская улица» и «После грозы».
Картина «Возвращение стада» была представлена на конкурсе Общества поощрения художников 1868 года в Санкт-Петербурге и получила там первую премию среди ландшафтных произведений в размере 400 рублей. Вскоре после этого (вероятно, в 1869 году) она была приобретена Павлом Третьяковым для его коллекции.
Отдавая дань высокому мастерству художника (в частности, правдивому изображению неба), в то же время критики также отмечали наличие нарушающих единство образа элементов картины (таких, как роща на втором плане), как бы заимствованных у представителей барбизонской школы.